# منتج ثانوي

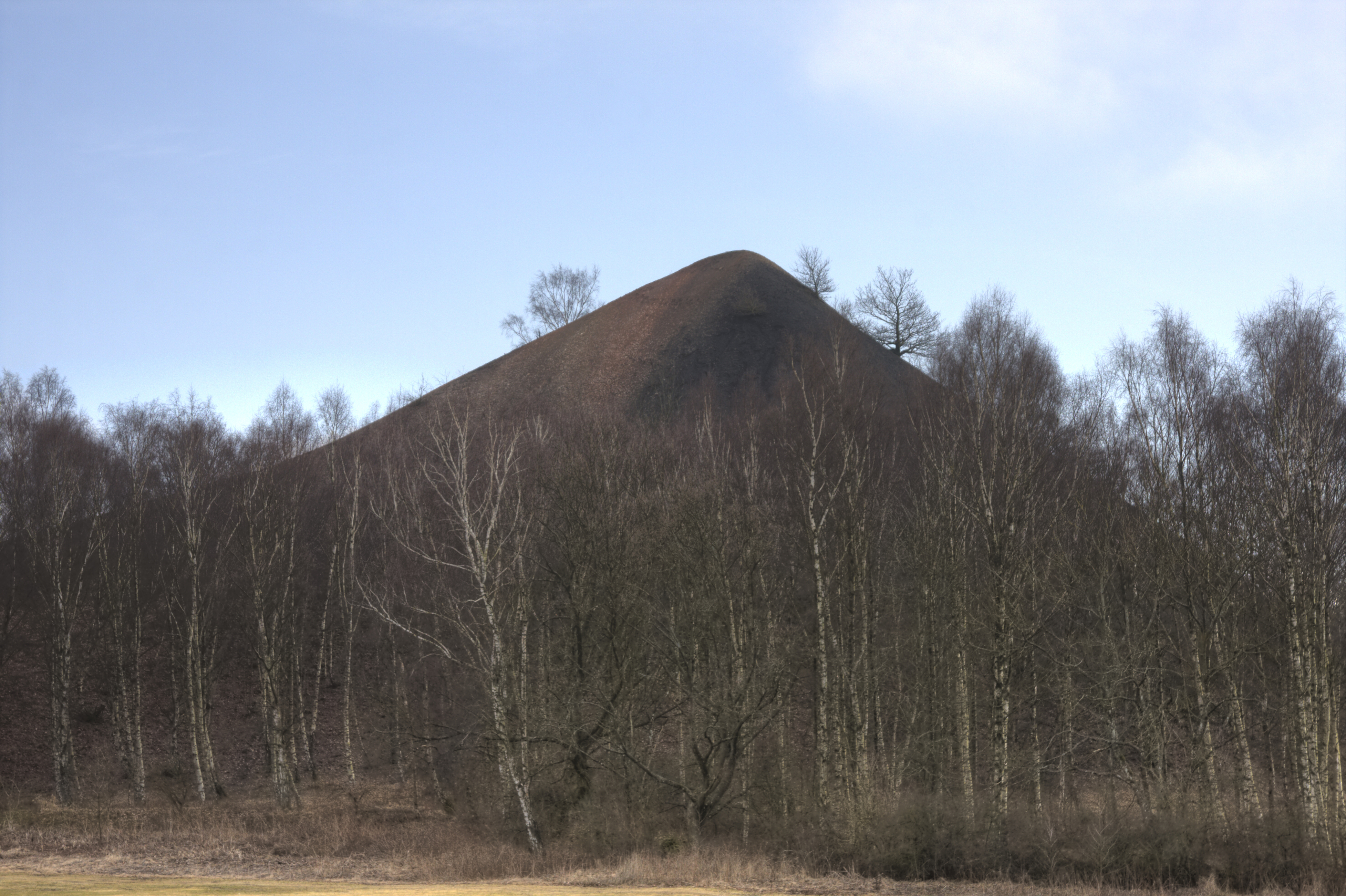

المنتج الثانوي أو ناتج ثانوي هو منتج ثانوي ناتج عن عملية تصنيع أو تفاعل كيميائي. وهذا بخلاف المنتج أو الخدمة الأساسية. وفي إطار الإنتاج يعرف المنتج الثانوي بأنه «ناتج عملية الإنتاج المشترك الثانوي من حيث الجودة و / أو صافي القيمة المحققة|صافي القيمة المحققة (NRV) مقارنةً بالمنتجات الأساسية». ولا تخصص أي أموال من التكلفة المشتركة للمنتجات الثانوية لعدم وجود أي تأثير لها على تقارير النتائج المالية. وهناك إجماع على عدم جرد المنتجات الثانوية ولكن صافي القيمة المحققة من المنتجات الثانوية معروف بأنه دخل آخر أو أنه تخفيض لتكاليف المعالجة المشتركة للإنتاج التي تنطوي على إنتاج المنتج الفرعي. وقد يكون المنتج الثنوي مفيدًا ورائجًا أو قد يكون غير ذي جدوى.
وتختصر الوكالة الدولية للطاقة (IEA) الهدف المرجو من تقييم دورة الحياة: في الكلمات التالية:
... منتجات أساسية ومنتجات مساعدة (تأتي بإيرادات مشابهة للمنتجات الأساسية) ومنتجات ثانوية (تنتج عنها إيرادات أقل) ومنتجات مهملة (تأتي بإيرادات ضئيلة أو معدومة).

## المنتجات الثانوية الرئيسية